# Edmund Horowski
Edmund Horowski ps. „Widmos” (ur. 22 czerwca 1904, zm. 3 września 1942) – porucznik, założyciel i dowódca Poznańskiej Organizacji Zbrojnej (POZ), zastępca dowódcy Wojskowej Organizacji Ziem Zachodnich odpowiedzialny za szkolenie i nadzór nad okręgami.
W 1940 roku uniknął aresztowania. Później został trzykrotnie aresztowany i dwukrotnie uciekał. Skazany na karę śmierci 17 października 1942 roku w Poznaniu.
Stracony poprzez zgilotynowanie w Poznaniu 3 września 1942 roku.